# Juan Barranco
Barranco  Gallardo est un nom espagnol. Le premier nom de famille, en général paternel, est Barranco ; le second, en général maternel, souvent omis, est Gallardo.
Juan Antonio Barranco Gallardo, est un homme politique espagnol, né le 13 août 1947 à Santiago de Calatrava, dans la province de Jaén.
Il commence sa carrière politique au sein de la Convergence socialiste de Madrid, puis rejoint finalement le Parti socialiste ouvrier espagnol. Lors des élections constituantes de 1977, il est élu représentant de Madrid au Congrès des députés, étant reconduit lors du scrutin suivant, en 1979, puis au cours des législatives de 1979.
En 1983, il est élu conseiller municipal de Madrid et devient premier adjoint au maire de la capitale espagnole, le socialiste Enrique Tierno Galván. Après le décès de celui-ci, trois ans plus tard, Juan Barranco devient maire, remportant les élections municipales organisées en 1987, mais avec une majorité relative. En 1989, le Centre démocratique et social (CDS) dépose une motion de censure contre lui. La motion est adoptée grâce au soutien du Parti populaire (PP) et l'ex-Ministre centriste Agustín Rodríguez Sahagún le remplace au poste de maire de Madrid.
Réélu sans cesse à l'assemblée municipale entre 1991 et 1999, il occupa également un siège de représentant de la Communauté de Madrid au Sénat à partir des élections de 1989 jusqu'au scrutin de 2008, au cours duquel il fut réélu au Congrès des députés, vingt-deux ans après l'avoir quitté.
Par ailleurs, il occupa les fonctions de président de la Fédération des villes madrilènes (FMM) entre 1986 et 1991, et de l'Union des villes latino-américaines (UCIA) au cours de la même période.